# Biblioteca del Seminario Arcivescovile di Lucca
La Biblioteca diocesana mons. Giuliano Agresti è la biblioteca diocesiana di Lucca.

## Storia
Nasce con la nascita del Seminario prevalentemente con l'acquisto di libri di musica e spartiti perché i seminaristi erano impegnati nel servizio liturgico festivo nella chiesa cattedrale e si amplia progressivamente soprattutto con importanti donazioni; nel 1645 riceve in eredita la biblioteca del canonico lucchese Sigismondo Puccini. 

## Donazioni
- 1647 umanista lucchese Giuseppe Laurenzi e
- 1715 rettore del Seminario Iacopo Rossi.
- 1943 cardinale lucchese Ermenegildo Pellegrinetti
- 1973 arcivescovo di Lucca: mons. Antonio Torrini
- 1990 mons. Giuliano Agresti
- 2015 senatrice Maria Eletta Martini
- 2016  vescovo emerito di Pistoia mons. Mansueto Bianchi
- 2019 arcivescovo emerito di Lucca mons. Italo Castellani
- 2021 prof. don  Giuseppe Sgherri
- 2023 Elena e Gianvittorio Serralunga[1].

## Patrimonio librario e archivistico
Per il suo fondo musicale è una biblioteca conosciuta in tutto il mondo: Possiede circa trecento opere musicali a stampa dei secoli XVI-XVIII, oltre a duemila manoscritti e alle opere dei compositori lucchesi contemporanei. 
Possiede:
- 400 dischi
- 1.200 stampati musicali
- 90 manoscritti
- 4 manoscritti legati
- 3.000 lettere sciolte
- 194 microfilm
- 295 periodici
- 81 periodici correnti
- 64.000 volumi ed opuscoli, 36 incunaboli, 1.300 edizioni del '500, 25 di materiale minore.